# Складчаста область
Складчаста область (рос. складчатая область, англ. fold area, folded region, orogen; нім. Faltungsgebiet n) – сукупність складчастих споруд, які виникли на місці попередньої геосинклінальної області. Відповідає складчастій гірській країні, від якої утворюється назва С.о. 
Складчаста область - ділянка земної кори, в межах якої шари гірських порід зім'яті в складки. Утворення більшої частини С. о. є закономірною стадією розвитку рухливих зон земної кори — геосинклінальних поясів . У зв'язку з нерівномірною інтенсивністю розвитку тектонічних процесів (див. Тектонічні цикли ) формування С. о. приурочене переважно до деяких епох, називається епохами складчастості. Наприклад, для часу з початку палеозою виділяються: Каледонії С. о. (головне ськладкообразованіє відбувалося в ордовіке, силурі і першій половині девона), герцинськие С. о. (в кінці палеозою), мезозойські, або кімерійські С. о. (у юрі і початку мела), альпійські С. о. (в кінці крейди і кайнозої). Ряд С. о. утворився в докембрії (див. Докембрійські епохи складчастості ) . Окрім складок, С. о. характеризуються наявністю покривів тектонічних, регіональним метаморфізмом порід, посиленим проявом магматичної діяльності. Деяка частина С. о. виникла в результаті того, що зім'яло осадового чохла платформ, або на периферії геосинклінальних областей (наприклад, Юрські гори) або у внутрішньоплатформених складчастих зонах, зокрема авлакогенах (Донбас).